# Lübbenau
Lübbenau o Lübbenau/Spreewald (baix sòrab: Lubnjow) és una ciutat alemanya que pertany a l'estat de Brandenburg. Està situada 84 kilòmetres al sud-est de Berlín als marges del Spreewald.

## Nuclis de població
- Lübbenau/Spreewald (Lubnjow)
- Bischdorf (Wótšowc)
- Boblitz (Bobolce)
- Groß Beuchow (Buchow) amb GT Klein Beuchow (Buchojc)
- Groß-Klessow (Klěšow) amb GT Klein Klessow (Klěšojc) i Redlitz
- Groß Lübbenau (Lubń)
- Hindenberg (Želnojce)
- Klein Radden (Radync) amb GT Groß Radden (Radyn)
- Kittlitz (Dłopje) amb GT Eisdorf (Stanšojce), Lichtenau (Lichtnow), Schönfeld (Tłukom)
- Krimnitz (Kśimnice)
- Lehde (Lědy)
- Leipe (Lipje)
- Ragow (Rogow)
- Zerkwitz (Cerkwica)

## Història
Lübbenau fou esmentat per primer cop en un document de vendes l'any 1315, però es creu que és molt més antic a causa de les excavacions sota del castell, que mostren restes dels segles VIII i IX.
De 1364 a 1635, Lübbenau formà part del Regne de Bohèmia, i fins al 1815 formà part de l'Electorat de Saxònia. De 1815 a 1918, Lübbenau fou governat pel Regne de Prússia.

## Ajuntament
Està format per 28 regidors que el 2008 eren dels partits:
- CDU 7 regidors
- SPD 9 regidors
- Die Linke 7 regidors
- Alternativa Ciutadana, 4 regidors
- Grüne 1 regidor
- Fraktionslos, 1 regidor